# The Dark Tower (film)
The Dark Tower är en amerikansk science fiction-film baserad på böckerna Det mörka tornet av Stephen King. Filmen är regisserad och co-skriven av Nikolaj Arcel. Huvudrollerna spelas av Idris Elba och Matthew McConaughey. Den hade biopremiär den 28 juli 2017.

## Rollista (i urval)
- Idris Elba – Roland Deschain[3]
- Matthew McConaughey – Walter Padick[3]
- Tom Taylor – Jake Chambers[4]
- Katheryn Winnick – Laurie Chambers[5]
- Jackie Earle Haley – Sayre[6]
- Fran Kranz – Pimli[7]
- Abbey Lee Kershaw – Tirana[8]
- Michael Barbieri – Timmy[9]
- Claudia Kim – Arra Champignon
- José Zúñiga – Dr. Hotchkiss
- Alex McGregor – Susan Delgado
- Nicholas Hamilton – Lucas Hanson
- De-Wet Nagel – Taheen Tech